# Mainxe-Gondeville
Mainxe-Gondeville is een gemeente in het Franse departement Charente (regio Nouvelle-Aquitaine). De plaats maakt deel uit van het arrondissement Cognac. Mainxe-Gondeville is op 1 januari 2019 ontstaan door de fusie van de gemeenten Mainxe en Gondeville. De gemeente telde 1.184 inwoners op 1 januari 2022.

## Geografie
De oppervlakte van Mainxe-Gondeville bedroeg op 1 januari 2022 15,56 vierkante kilometer; de bevolkingsdichtheid was toen 76,1 inwoners per km².
De onderstaande kaart toont de ligging van Mainxe-Gondeville met de belangrijkste infrastructuur en aangrenzende gemeenten.

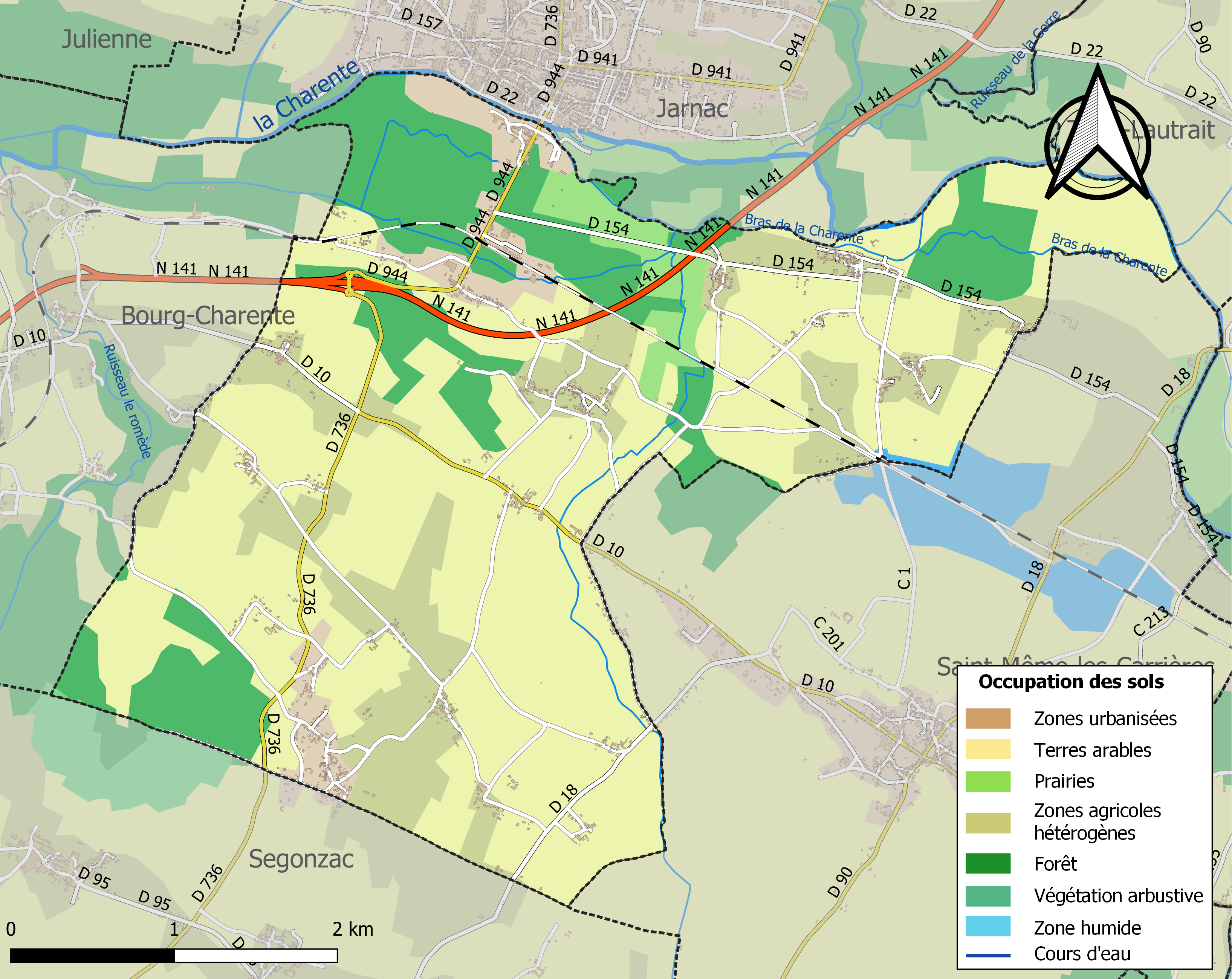